# Geenrode
Geenrode is een gehucht in Meldert, in de Belgische gemeente Lummen.
Geenrode is gelegen in de vallei van de Zwarte Beek ten noordoosten van de dorpskern. Vanouds stond hier een watermolen, Oude Molen genaamd. Ten noordwesten liggen de gehucht Geenmeer en Geeneinde.

## Geschiedenis
In Geenrode bevond zich een schans, ook bekend onder de naam Geenmeer. Deze werd opgericht in 1628 en vergroot in 1640. De schanshoeve uit 1751 zou in 1958 zijn gesloopt. Het kavel, en een deel van de omgrachting, is nog in het landschap aanwezig.
Op de Ferrariskaart uit de jaren 1770 is de plaats aangeduid als het gehucht Geenroden.